# Tranches de vie (film, 1965)
Pour les articles homonymes, voir Tranches de vie (homonymie).
Pour plus de détails, voir Fiche technique et Distribution.
Tranches de vie (Ah, Sweet Mouse-Story of Life) est un cartoon de Tom et Jerry réalisé par Chuck Jones et Maurice Noble, produit par la Metro-Goldwyn-Mayer sorti en 1965.

## Musique
- Eugene Poddany